# Рупрехт II фон Вирнебург
Рупрехт II фон Вирнебург (на немски: Ruprecht II (Robert II) von Virneburg; † пр. 1 август 1308) е граф на Вирнебург и бургграф на Кохем.

## Биография
Той е големият син на граф Хайнрих I фон Вирнебург (1238 – 1290) и съпругата му Понзета фон Оберщайн (1253 – 1311), дъщеря на Еберхард III фон Оберщайн и Понзета. Брат е на Хайнрих II фон Вирнебург, архиепископ и курфюрст на Кьолн (1304 – 1332), на абатиса Понзета фон Диткирхен.
През 1288 г. Рупрехт II участва с баща си Хайнрих I и брат си Хайнрих II в битката при Воринген на страната на херцога на Брабант Йохан.

## Фамилия
Рупрехт II се жени пр. 1295 г. за Кунигунда фон Нойенар († сл. 8 май 1329), дъщеря на граф Дитрих фон Нойенар († 1276) и Хедвиг фон Кесел († сл. 1276), дъщеря на граф Вилхелм фон Кесел († 1260/1262) и жена фон Лимбург. Те имат децата:
- Мехтилд († сл. 1360), омъжена на 1 август 1308 г. за граф Ото фон Клеве (ок. 1278 – 1310)
- Рупрехт III фон Вирнебург († 1352), граф на Вирнебург, маршал на Вестфалия (1318 – 1331), женен I. пр. 1310 г. за Агнес фон Рункел-Вестербург († 1339); II. 1346 г. за Ида фон Хепендорф († сл. 1349), III. за неизвестна жена
- Хайнрих III фон Вирнебург († 1353), архиепископ и курфюрст на Майнц (1328/1337 – 1346/1353)
- Кунигунда († 1328), омъжена 1314 г. за Йохан III ван Аркел (ок. 1285 – 1324), родители на Йохан IV фон Аркел († 1378), епископ на Утрехт и Лиеж
- Елизабет фон Вирнебург (1303 – 1343), омъжена октомври 1314 г. за Хайнрих фон Хабсбург, херцог на Австрия (1299 – 1327)
- Понзета († 1308), омъжена за фогт Йохан фон Хунолщайн († 1321)
- Герхард († 1350/1351), архидякон в Трир (1311 – 1339), домхер в Кьолн (1314 – 1329), приор на „Св. Петер“ във Фрицлар (1329 – 1330И, суб-епископ на Райер (1329 – 1343), каноник в „Св. Ламберт“ в Лиеж (1334), приор в Св. Мария в Аахен (1350)
- Маргарет († 1364), абатиса на „Св. Цецилия“ в Кьолн (1314 – 1361)
- Йохан († 1360), приор в Керпен (1314 – 1360), домхер и приор на „Св. Георг“ в Кьолн (1325), приор в Ксантен (1327 – 1357), архидякон в Кьолн (1331 – 1342)
- Беатрикс († 1329), дяконка в Гересхайм